# Тулша
Тулша — река в России, протекает в Вологодской и Ярославской областях. Исток находится в Череповецком районе Вологодской области около деревни Гурлево. Протекает между деревнями Суковатка и Избная, после чего попадает на территорию Ярославской области. Течёт в ненаселённой лесной местности, принимает левые притоки Великий и Кубря. Далее протекает мимо деревень Мерлево, Овсянниково, Щипцово.
Устье реки находится в 21 км по правому берегу реки Репы, на левом берегу в устье деревня Репино, а напротив устья, на другом берегу Репы — Петраково. Длина реки — 35 км, площадь её водосборного бассейна — 114 км².

## Данные водного реестра
По данным государственного водного реестра России, относится к Верхневолжскому бассейновому округу, водохозяйственный участок реки — Рыбинское водохранилище до Рыбинского гидроузла и впадающие в него реки, без рек Молога, Суда и Шексна от истока до Шекснинского гидроузла, речной подбассейн реки — реки бассейна Рыбинского водохранилища. Речной бассейн реки — Верхняя Волга до Куйбышевского водохранилища (без бассейна Оки).
Код объекта в государственном водном реестре — 08010200412110000009878.